# محمد مرزبان
محمد مرزبان، ممثل مصري.

## عن حياته
بدأ مشواره الفنى بالسينما في منتصف التسعينيات ثم إتجه للعمل بمسلسلات التليفزيون ومن أفلامه«كشف المستور»1994 و «البلياتشو»2007 و «جوه اللعبة»2012 ومن المسلسلات التي عمل بها «ضد التيار»1997 و «أين قلبى» 2002 و «اسم مؤقت»2013. يمكن رؤيته في دور شقيق صلاح (محمد فؤاد) في فيلم «غاوى حب» عام 2005.

## من أعماله

### المسلسلات
- حب عمري
- أستاذ ورئيس قسم
- أرض النعام
- أسرار
- مملكة يوسف المغربي
- الدخول في الممنوع
- المرافعة
- سرايا عابدين
- سيرة حب
- القيصر
- اماكن في القلب
- الحقيقة والسراب
- كلبش
- كفر دلهاب
- كوفيد 25

### الأفلام
- جوه اللعبة
- قريبا
- البلياتشو
- خليج نعمة

### المسرح
- مولد سيدي المرعب

### سيت كوم
- أنا وبابا وماما

### سهرات تلفزيونية
- عيون حزينه
- النجم الذي هوى

## روابط خارجية
- محمد مرزبان على موقع الدهليز
- محمد مرزبان على موقع قاعدة بيانات الأفلام العربية